# Lamspringe
Lamspringe è un comune di 5 559 abitanti, della Bassa Sassonia, in Germania.
Appartiene al circondario (Landkreis) di Hildesheim (targa HI).
Comprende i 5 ex comuni che fino al 1º novembre 2016 facevano parte della comunità amministrativa di Lamspringe.
Le sue frazioni sono: Ammenhausen, Evensen, Glashütte, Graste, Harbarnsen, Hornsen, Irmenseul, Netze, Neuhof, Rolfshagen, Sehlem, Wöllersheim, Woltershausen e Ziegelhütte.